# Тарасиха (посёлок станции, Нижегородская область)
Тара́сиха — посёлок станции в городском округе Семёновский Нижегородской области, административный центр Тарасихинского сельсовета.

## Население
| 2002 | 2010  |
| ---- | ----- |
| 1575 | ↘1559 |

## Улицы
| - ул. 1 Мая, - ул. 2-й Микрорайон, - ул. Вокзальная, - ул. Гагарина, - ул. Дорожная, - ул. Дружба, - ул. Железнодорожная, - ул. Запрудная, - ул. Заречная, | - ул. Зелёная, - ул. Лесная, - ул. Матросова, - ул. Молодёжная, - ул. Новосельная, - ул. Озёрная, - ул. Первомайская, - ул. Песчаная, - ул. Пионерская, | - ул. Просёлочная, - ул. Путейская, - ул. Ровная, - ул. Садовая, - ул. Советская, - пер. Тихий, - ул. Центральная, - ул. Школьная. |

## Транспорт
В посёлке располагается станция Тарасиха Горьковской железной дороги. В феврале 2010 года состоялось открытие нового вокзала стоимостью 10 млн рублей.
По окраине проходит автомобильная дорога регионального значения Р159.
Непосредственно через посёлок дважды в день курсирует автобус по маршруту Семёнов — Заево.